# Julius Carl Raschdorff

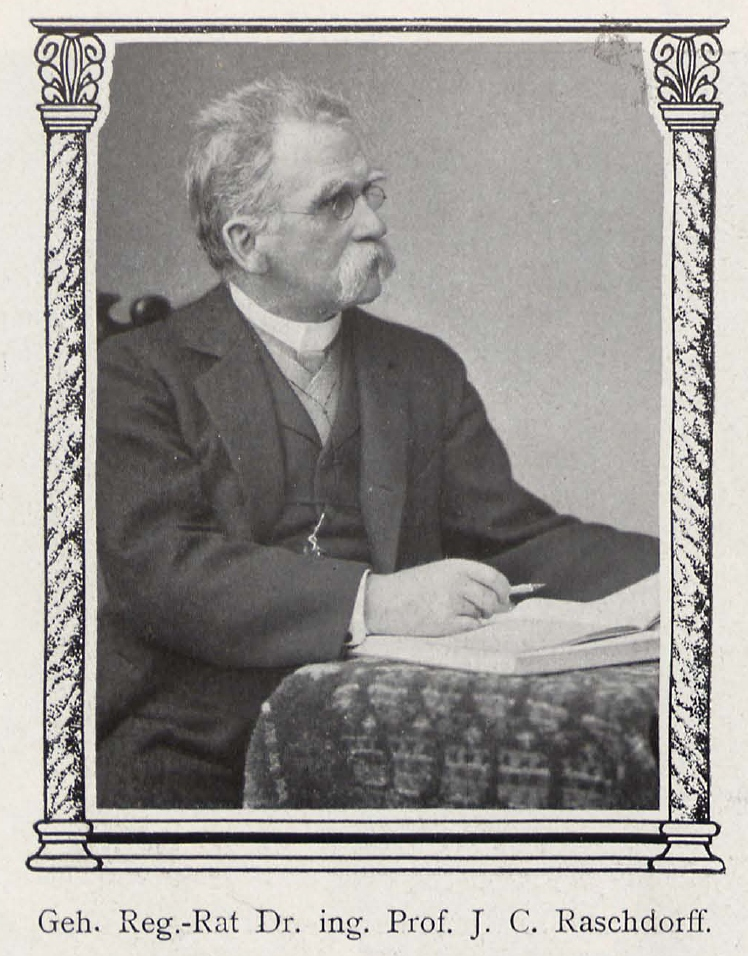
Julius Carl Raschdorff (1905)

Julius Carl Raschdorff (* 2. Juli 1823 in Pleß; † 13. August 1914 in Waldsieversdorf) war ein deutscher Architekt und Hochschullehrer. Er gilt als einer der namhaften Architekten der zweiten Hälfte des 19. Jahrhunderts in Deutschland und schuf mit dem Berliner Dom sein bedeutendstes Werk.

## Leben

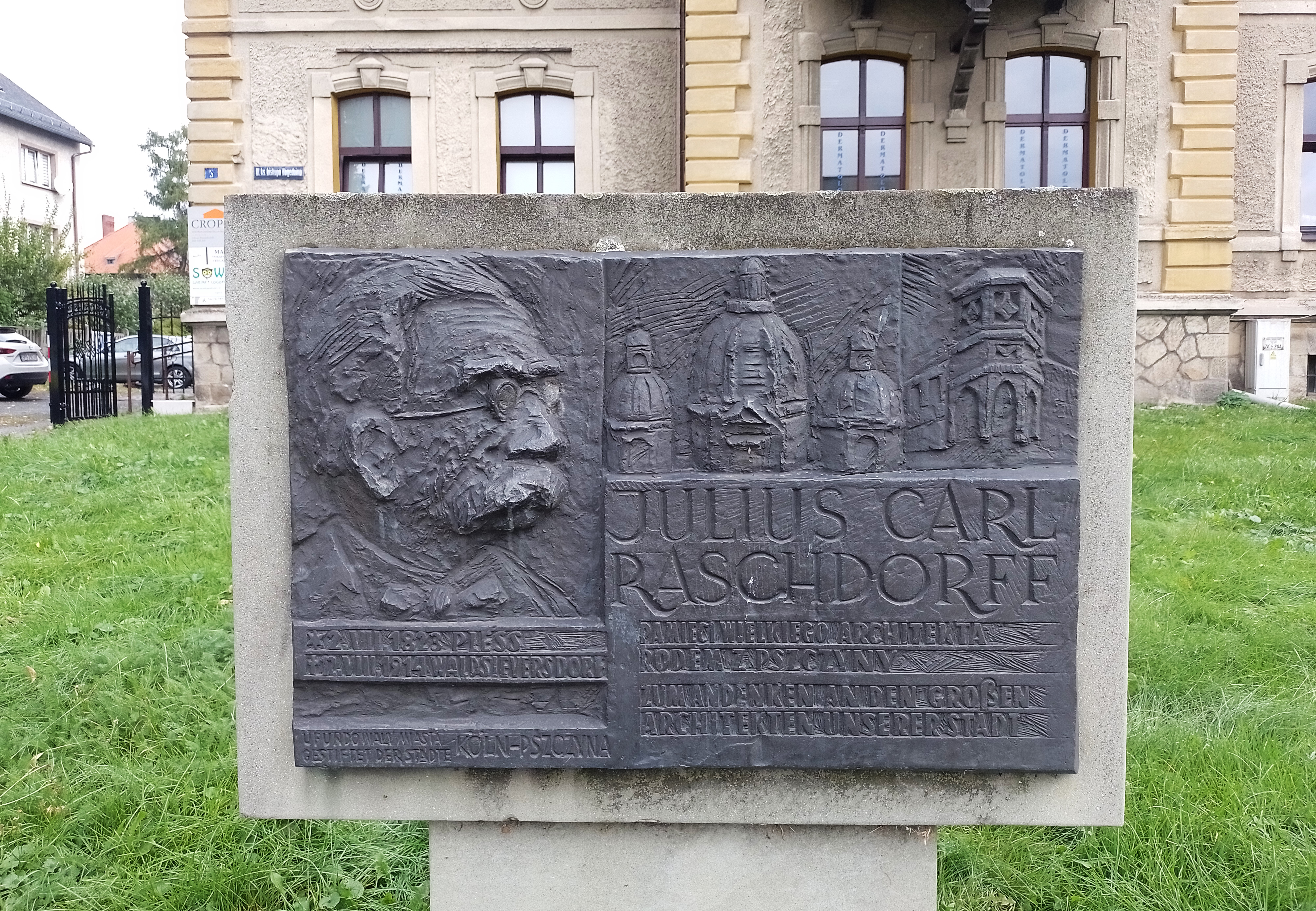
Gedenktafel in der Geburtsstadt Pleß (2023)

Nach seinem Abitur 1842 in Gleiwitz studierte Raschdorff von 1845 bis 1853 an der Berliner Bauakademie. Ab seiner Ernennung zum 2. Stadtbaumeister am 1. November 1854 wirkte er bis 1878 in Köln. Dort nahm er wesentlichen Einfluss auf die Stadtentwicklung und renovierte u. a. den Gürzenich (1854–1859) und das Rathaus. Ab 1864 war er 1. Stadtbaumeister, schied aber mit dem Jahr 1872 aus dem Amt, um sich als Privatarchitekt niederzulassen. 1856 referierte Raschdorff auf der Pariser Weltausstellung über neue Bautechniken. Zwischen 1876 und 1880 wurde nach seinen Plänen das Ständehaus in Düsseldorf, das den rheinischen Provinziallandtag und später den nordrhein-westfälischen Landtag beherbergte, errichtet. Raschdorff wurde 1878 Professor für Baukunst an der Technischen Hochschule Charlottenburg. 1914 wurde er emeritiert. Raschdorff entwarf über 220 Bauwerke in Deutschland und im benachbarten Ausland, von denen an 40 verschiedenen Orten auch etwa 100 ausgeführt wurden. Ein Bronzeporträt Raschdorffs schuf Adolf Brütt 1895 für den Berliner Dom, an dem Brütt genauso beteiligt war wie am Kaiser-Friedrich-Mausoleum (1888/1890) für Potsdam. 1896 erhielt er auf der Internationalen Kunstausstellung in Berlin eine große Goldmedaille. Die Königliche Akademie von Belgien nahm ihn 1882 als assoziiertes Mitglied auf.
Sein Sohn Otto wurde ebenfalls Architekt und sein engster Mitarbeiter.
In Düsseldorf wurde in den 1960er Jahren eine neue Straße im Stadtteil Garath nach ihm benannt.

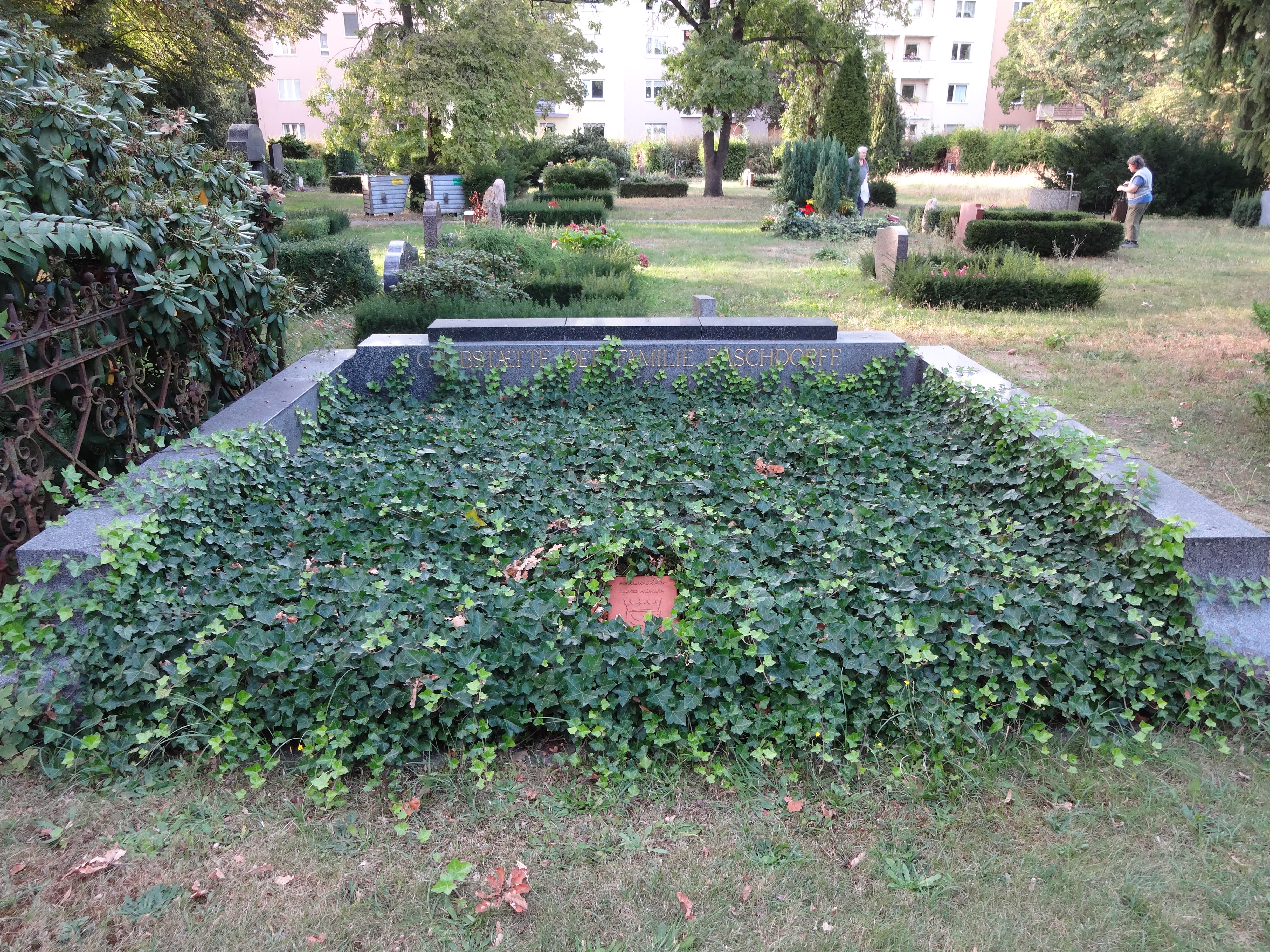
Grabstätte (2016)

Seine letzte Ruhe fand er auf dem Dorotheenstädtischen Friedhof II im Feld S, G3 in einem Ehrengrab der Stadt Berlin.

## Werk

### Bauten und Entwürfe

Hauptfassade des Berliner Doms

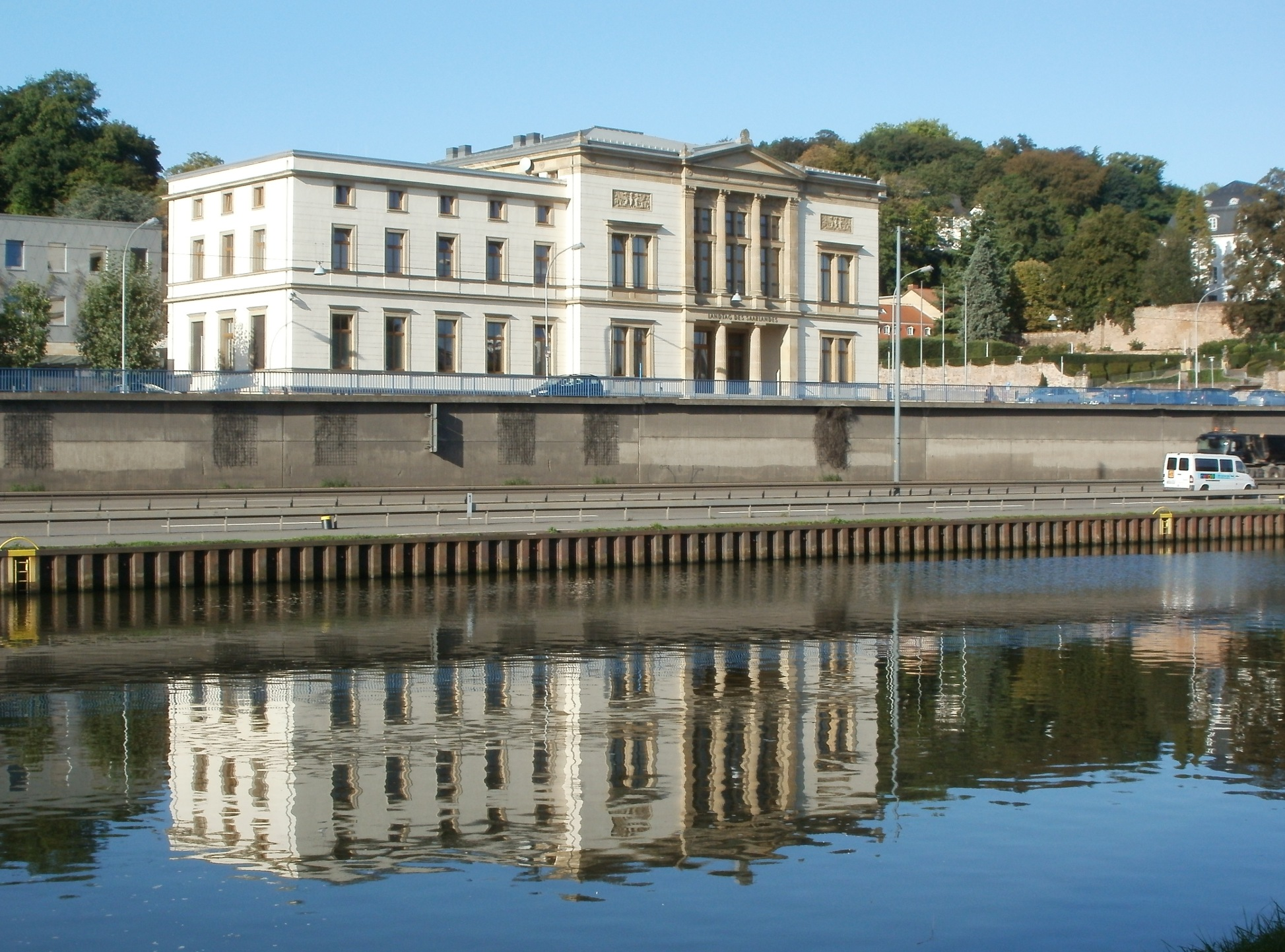
Haus der Casino-Gesellschaft in Saarbrücken (Landtag des Saarlands) (2011)

- 1858–1860: Haus Sölling in Rolandseck
- 1861:–9999 Wallraf-Richartz-Museum (zusammen mit Felten)[2]
- 1863:–9999 Restaurierung und Neugestaltung des Kölner Rathauses
- 1865–1866: Haus der Casino-Gesellschaft in Saarbrücken (heute Landtag des Saarlandes)[3]
- 1859–1860: Apostelgymnasium in Köln
- 1869–1872: Stadttheater in Köln, Glockengasse (im Zweiten Weltkrieg zerstört)
- 1870–1872: Herrenhaus und Gutshof Etzweiler in Elsdorf (Kreis Bergheim/Erft) (unter Denkmalschutz, jedoch nach 2006 abgebrochen für den Tagebau Hambach)
- 1871:–9999 Empfangsgebäude der Bahnhöfe in Kyllburg und in Bitburg-Erdorf
- 1871–1874: Villa für Gottfried Conze in Langenberg (Rheinland), Hauptstraße 103
- 1872–1873: Villa für Emil vom Rath in Mehlem (1955 abgebrochen)[4]
- 1872–1875: Diakonissen-Haus „Sarepta“ in Bethel (Bielefeld)
- 1876–1880: Ständehaus in Düsseldorf
- 1877:–9999 Neue Evangelische Kirche in Langenberg (Rheinland), Donnerstraße 15 (heute „Event-Kirche“)
- 1877:–9999 Pfarrhaus in Langenberg (Rheinland), Wiemerstraße 12
- 1877–1878: Villa für Hermann Colsman in Langenberg (Rheinland), Wiemerstraße 8
- 1877:–9999 Villa Petershall für den Textilfabrikanten David Peters in Neviges
- 1878–1880: Postgebäude (Postamt, Telegrafenamt und Oberpostdirektion) in Münster, Domplatz 6/7
- 1878: –9999 Amtsgericht in Langenberg (Rheinland), Hauptstraße 122
- 1878: –9999 Entwurf einer Villa für Andreas Colsman in Langenberg (Rheinland); die Ausführung erfolgte 1884 in abgewandelter Form nach Plänen von Hermann Otto Pflaume
- 1878:–9999 Schlossanlage in Bassenheim (Rheinland)
- 1878–1884: Neubau der Technischen Hochschule in (Berlin-)Charlottenburg (zusammen mit Richard Lucae (†) und Friedrich Hitzig)
- 1879:–9999 Turm der Deutschen Kirche in Stockholm
- 1880:–9999 staatlichen Zeichenakademie in Hanau
- 1884–1885: Englische Kirche im Garten von Schloss Monbijou in Berlin[2]
- 1888–1889: Mausoleum der Familie Dittrich in Schönlinde (Nordböhmen)
- 1890:–9999 Empfangsgebäude des Zentralbahnhofs Münster (Westfalen)[5] (im Zweiten Weltkrieg zerstört)
- 1890:–9999 Kaiser-Friedrich-Mausoleum[2]
- 1894–1905: Berliner Dom
- 1895–1897: Grabkapelle der Grafen Henckel von Donnersmarck beim Schloss Neudeck in Oberschlesien

Insgesamt sind bislang von Raschdorff sechs Kirchen, eine Synagoge, 17 Schulgebäude, vier Hochschulgebäude, zwei Museen, zwei Bibliotheken, vier Krankenhäuser, ein Theater, zwei Rathäuser, sieben Bahnhöfe, sieben Schlösser oder Burgen, 23 Villen sowie zehn Wohn- und Geschäftshäuser bekannt.

### Entwürfe
1884 wurde sein Wettbewerbsentwurf für die Bebauung der Berliner Museumsinsel mit einem 4. Preis neben seinem Sohn Otto Raschdorff (1854–1915) ausgezeichnet.

### Schriften
- Das Kaufhaus Gürzenich in Köln. Berlin 1863.
- Abbildungen deutscher Schmiedewerke. Berlin 1875–78 (kleine Ausgabe 1878).[2]
- Entwürfe und Bauausführungen im Stil deutscher Renaissance. Berlin 1879.[2]
- Die Hochbau-Ausfuehrungen des preußischen Staates. Toeche, Berlin 1880. (Digitalisat und Volltext im Deutschen Textarchiv)
- Abbildung deutscher Schmiedewerke. Verlag von Ernst & Korn, Berlin 1882.[7]
- Palastarchitektur von Oberitalien und Toskana. Berlin 1883–88 (2. Teil: Toskana, 3. Teil: Venedig; als Fortsetzung des von Robert von Reinhardt begonnenen Werks).[2]
- Ein Entwurf Kaiser Friedrichs zum Neubau des Doms und zur Vollendung des königlichen Schlosses in Berlin. Berlin 1888.
- Baukunst der Renaissance. 4 Bände, Berlin 1880–90.[2]
- Rheinische Holz- und Fachwerksbauten des 16. und 17. Jahrhunderts. Berlin 1895.[2]